# Jean-Pierre Jaussaud
Jean-Pierre Jaussaud (ur. 3 czerwca 1937 w Caen, zm. 21 lipca 2021) – francuski kierowca wyścigowy, zwycięzca wyścigu 24h Le Mans.

## Życiorys
Rozpoczął karierę w międzynarodowych wyścigach samochodowych w 1964 od startów we Francuskiej Formule 3 oraz w Brytyjskiej Formule 3. W edycji francuskiej z dorobkiem 138 punktów został sklasyfikowany na trzeciej pozycji w klasyfikacji generalnej. W późniejszych latach Francuz pojawiał się także w stawce Europejskiego Pucharu Formuły 3, XVI Temporada Argentina, Europejskiej Formuły 2, XXIV Coupe du Salon, XVIII Trofeo Bruno e Fofi Vigorelli, Grand Prix Monako Formuły 3, Gran Premio de Barcelona, Trois Jours de Magny-Cours, Lincolnshire International Trophy, Guards International Trophy, Grand Prix de Rouen-les-Essarts, Formula 2 – Rothmans International Trophy, GEN/Daily Express BRDC International Trophy, Brytyjskiej Formuły 5000, Torneio Internacional de Formula 2 do Brasil, Brytyjskiej Formuły 2, Grand Prix de Trois-Rivieres, Players Challenge Series Formula B National Championship, 24-godzinnego wyścigu Le Mans, European Touring Car Championship, Formula 2 Nogaro Grand Prix, Brytyjskiej Formuły 3 BARC, Aurora F1 Series, World Challenge for Endurance Drivers, French Touring Car Championship, World Championship for Drivers and Makes, FIA World Endurance Championship, World Touring Car Championship, World Sports-Prototype Championship, Porsche 944 Turbo Cup France oraz 24 Hours of Barcelona.
W Europejskiej Formule 2 startował w latach 1967–1968, 1971–1973, 1975–1978. W pierwszym sezonie startów z dorobkiem jednego punktu został sklasyfikowany na szesnastej pozycji w klasyfikacji generalnej. Rok później był siedemnasty. W 1971 w końcowej klasyfikacji kierowców uplasował się na dziewiątej pozycji. Rok później stawał już czterokrotnie na podium, w tym dwukrotnie na jego najwyższym stopniu. Uzbierane 37 punktów pozwoliło mu zdobyć tytuł wicemistrza serii. W kolejnych latach startował w wybranych wyścigach, lecz nigdy nie stawał na podium.